# Gelis papaveris
Gelis papaveris är en stekelart som först beskrevs av Förster 1856.  Gelis papaveris ingår i släktet Gelis och familjen brokparasitsteklar. Arten är reproducerande i Sverige. Inga underarter finns listade i Catalogue of Life.